# Vinzenz Bieber
Vinzenz Bieber (* 11. Juni 1851 in Niederliebich bei Böhmisch Leipa; † 18. Dezember 1909 in Marburg an der Drau) war ein österreichischer Paläontologe und Lehrer.
Bieber legte 1877 an der Deutschen Universität Prag die Lehramtsprüfung in Naturgeschichte ab. Von 1874 bis 1877 war er Assistent am Mineralogisch-Geologischen Institut der Deutschen Technischen Hochschule in Prag. Im Zeitraum von 1877 bis 1882 arbeitete er am Geologisch-Paläontologischen Institut der Deutschen Universität Prag als Assistent. 1882 bis 1885 war Bieber Supplent an Mittelschulen in Eger und Olmütz. Von 1885 bis 1907 war er Professor an der Realschule in Marburg an der Drau. 
Bieber beschrieb als Paläontologe unter anderem den Fund des im Naturhistorischen Museum Wien ausgestellten Dinotherium von Franzensbad und Anuren aus dem böhmischen Jungtertiär.

## Veröffentlichungen (Auswahl)
- Über zwei neue Batrachier der böhmischen Braunkohlenformation. In: Sitzungsberichte der Akademie der Wissenschaften mathematisch-naturwissenschaftliche Klasse. Band 82, 1881, S. 102–124 (zobodat.at [PDF; 2 MB]).
- Die Urgebirgsscholle am Maschwitzer Berg, N. Dauba. In: Verhandlungen der Geologischen Bundesanstalt. Band 1882, S. 135–136 (zobodat.at [PDF]).
- Ein Dinotherium-Skelett aus dem Eger-Franzensbader Tertiärbecken. In: Verhandlungen der Geologischen Bundesanstalt. Band 1884, S. 299–305 (zobodat.at [PDF]).